# 美国联邦证人保护项目

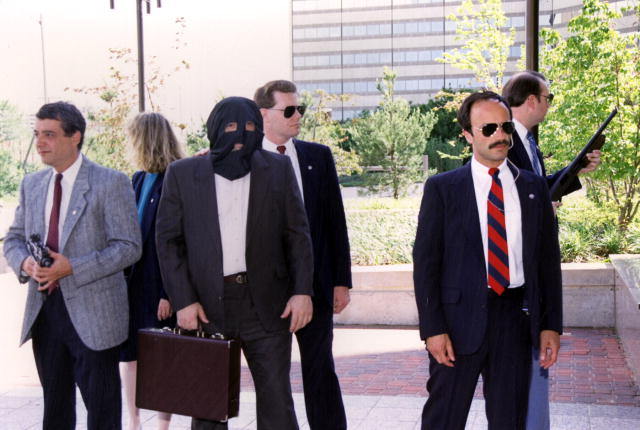
美國法警進行守護受保護證人的演習.

美国联邦证人保护项目（英語：United States Federal Witness Protection Program；Witness Security Program；WITSEC）是由美国司法部管理、美国法警局具体执行的证人保护计划，在审判之前、期间或之后为受威胁的证人提供保护。
包括加利福尼亚州、纽约州与德克萨斯州在内的少数一些州为此联邦项目没有覆盖的罪案提供自己的证人保护项目。联邦项目比这些由各州独立运行的项目提供了更为广泛的保护。

## 历史
美国联邦证人保护项目（又称证人安全项目，简称）于1960年代末由当时在美国司法部有组织犯罪与诈骗分局（Organized Crime and Racketeering Section）工作的吉劳德·苏尔（Gerald Shur）创立，后经1970年《有组织犯罪控制法》（Organized Crime Control Act）通过后最终生效。其中规定，美國司法部長可以为在有组织犯罪以及其他严重罪行中的联邦或州政府证人（或可能的证人）提供安置及保护。

## 程序
在申请的证人保护由美國司法部長最终批准后，美国法警局会为证人提供新的身份（证人的新名字通常会保留其原先的姓与名字的首字母，以方便他们尽快熟悉）、新的居住地以及经济补助，还会为他们融入新的社区以及就业提供帮助。而证人则需要出庭作证并遵守其他一些义务。

## 延伸閱讀
- Pete Earley and Gerald Shur. WITSEC: Inside the Federal Witness Protection Program. Bantam Books, Hardcover February 2002, ISBN 0-553-80145-7, Paperback April 2003, ISBN 0-553-58243-7
- King, John W. The Breeding of Contempt: Account of the Largest Mass Murder in Washington, D.C. History and First African-American family in the Witness Protection Program (1976), Xlibris Publishing 2003. ISBN 978-1401079031.[自述来源]
- Gregg and Gina Hill, On the Run: A Mafia Childhood, Warner Books, October 14, 2004, hardcover, 256 pages, ISBN 0-446-52770-X.